# 天主教卑謬教區
天主教卑謬教區 （拉丁語：Dioecesis Pyayensis）是羅馬天主教的一個教區，位於緬甸西部，包括若開邦全部、欽邦的南部、勃固省和馬圭省一部份，面積80,906平方公里。受曼德勒總教區管轄。
1940年7月9日設監牧區，1961年2月21日升格為教區。現任主教為亞歷山大·蓬喬。2004年有20個堂區、24,300教友、25名司鐸。